# Graphium almansor
Graphium almansor is een vlinder uit de familie van de pages (Papilionidae). De wetenschappelijke naam van de soort is voor het eerst geldig gepubliceerd in 1884 door Eduard Honrath.